# Wolf-Dieter Mechler
Wolf-Dieter Mechler (* 1953 in Hannover) ist ein deutscher Historiker, Autor und Mitarbeiter im Historischen Museum Hannover.

## Leben

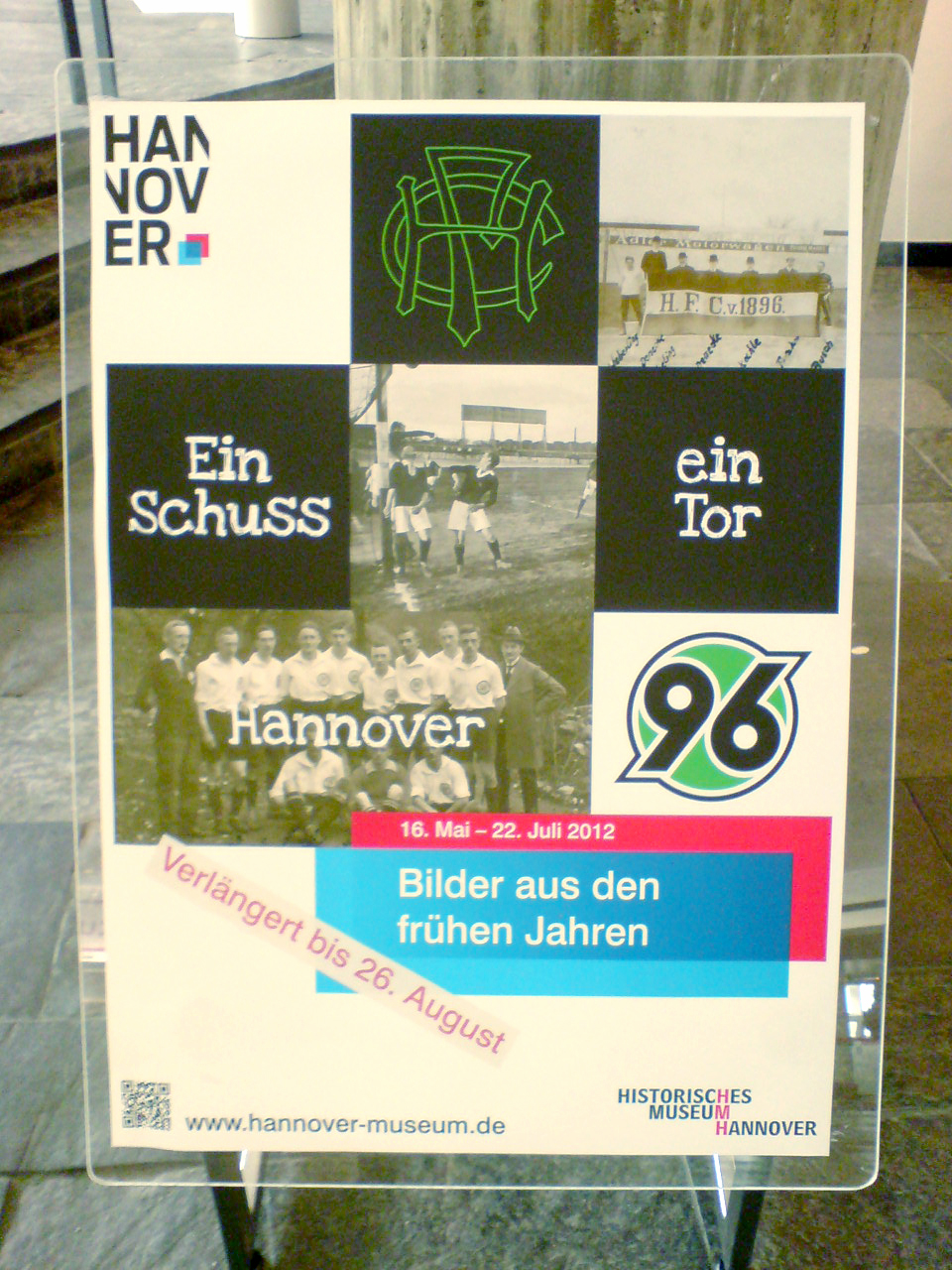
Ausstellung „Verlängerung!“ (2012)

Wolf-Dieter Mechler studierte an der Universität Hannover und schrieb dort 1996 seine Dissertation über den Kriegsalltag an der „Heimatfront“. Das Sondergericht Hannover im Einsatz gegen „Rundfunkverbrecher“, „Schwarzschlachter“, „Volksschädlinge“ und andere „Straftäter“ 1939 bis 1945, der Zeit des Zweiten Weltkrieges unter dem Nationalsozialismus.
Der Angestellte im Historischen Museum Hannover hat seitdem zahlreiche weitere Arbeiten publiziert, darunter in den Kleinen Schriften des Stadtarchivs Hannover (siehe unten).
2012 kuratierte er eine Ausstellung über den Sportverein Hannover 96. Bei der Prüfung der historischen Fotografien und zum Teil bisher unbekannter Dokumente aus der Frühzeit von Hannover 96 fand Wolf-Dieter Mechler heraus, dass die Geschichte des Sportvereins in Teilen neu geschrieben werden muss.

## Werke
- Wolf-Dieter Mechler: Ein Schuss – ein Tor. Hannover-96-Bilder aus den frühen Jahren , reich illustriertes Begleitheft zur Ausstellung vom 16. Mai bis 22. Juli 2012, eine Ausstellung des Historischen Museums Hannover, Hannover: Historisches Museum Hannover, 2012
- Wilfried Dahlke, Karljosef Kreter, Wolf-Dieter Mechler, Heike Palm: ... prächtiger und reizvoller denn jemals ...: 70 Jahre Erneuerung des Großen Gartens, hrsg. von Ronald Clark, Herrenhäuser Gärten, Hannover 2007, ISBN 978-3-00-021172-0
- Kriegsalltag an der „Heimatfront“: das Sondergericht Hannover im Einsatz gegen „Rundfunkverbrecher“, „Schwarzschlachter“, „Volksschädlinge“ und andere „Straftäter“ 1939 bis 1945, zugleich Dissertation 1996 an der Universität Hannover, in der Reihe Hannoversche Studien, Band 4, Hannover: Hahn, Hannover 1997, ISBN 3-7752-4954-0
- Wolf-Dieter Mechler, Christian Heppner: „Wissen ist Macht ... Bildung ist Schönheit!“ / Ada und Theodor Lessing und die Volkshochschule Hannover, Ausstellungskatalog, 1995
- Wolf-Dieter Mechler, Wolfgang Borchardt: Die politische Wende der KPD in der Mitte der zwanziger Jahre unter Berücksichtigung der hannoverschen Lokalpolitik, Hausarbeit für das Staatsexamen wissenschaftliches Lehramt, Hannover 1976
- in der Reihe Schriften des Historischen Museums Hannover:
  - Bd. 25: Albert Einstein und Theodor Lessing / Parallelen, Berührungen, Begleitband zur Ausstellung des Historischen Museums Hannover vom 21. Oktober bis 4. November 2005 im Rathaus Hannover und vom 21. November bis 7. Dezember 2005 in der Universität Hannover, hrsg. v. Historischen Museum Hannover, Hannover 2005, ISBN 3-910073-27-1
  - Bd. 28: Comics "Made in Hannover", Begleitheft zur Ausstellung Wilhelm Buschs Enkel – Comics "Made in Hannover" im Historischen Museum Hannover vom 15. April bis 9. September 2007, Hannover 2007
  - Bd. 33, gemeinsam mit Carl Philipp Nies: Der Novemberpogrom 1938 in Hannover, Begleitband zur Ausstellung vom 5. November 2008 bis 18. Januar 2009 im Historischen Museum Hannover, Hannover 2008, ISBN 978-3-910073-34-0
- in der Reihe Kleine Schriften des Stadtarchivs Hannover
  - Schreibtischtäter?: Einblicke in die Stadtverwaltung Hannover 1933 bis 1945, Stadtarchiv Hannover, 2000